# Bar Rescue
Bar Rescue é um reality show americano que estreou em 17 de julho de 2011 no Spike e continua a ser transmitido no canal conhecido pelo seu nome atual Paramount Network. O programa apresenta Jon Taffer, consultor e proprietário de uma empresa de consultoria para bares e casas noturnas, que oferece sua experiência profissional, além de reformas e novos equipamentos, para tentar salvar bares que estejam prestes a falir. No Brasil o programa é transmitido pelo TLC. Em Portugal é transmitido pela SIC Radical.

## Temporadas
| Temporada | Temporada | Episódios | Primeiro episódio       | Último episódio        | Ref.        |
| --------- | --------- | --------- | ----------------------- | ---------------------- | ----------- |
|           | 1         | 10        | 17 de julho de 2011     | 18 de setembro de 2011 | [ 4 ] [ 5 ] |
|           | 2         | 10        | 29 de julho de 2012     | 30 de setembro de 2012 | [ 4 ] [ 6 ] |
|           | 3         | 40        | 10 de fevereiro de 2013 | 11 de maio de 2014     | [ 4 ] [ 7 ] |
|           | Especiais | 6         | 27 de outubro de 2013   | 29 de junho de 2014    | [ 4 ]       |